# Episodi di Studio 57 (prima stagione)
La prima stagione della serie televisiva Studio 57 è stata trasmessa in anteprima negli Stati Uniti d'America dalla DuMont Network tra il 21 settembre 1954 e il 14 giugno 1955.
| nº | Titolo originale                | Titolo italiano | Prima TV USA      | Prima TV Italia |
| -- | ------------------------------- | --------------- | ----------------- | --------------- |
| 1  | Ring Once for Death             |                 | 21 settembre 1954 |                 |
| 2  | No Great Hero                   |                 | 28 settembre 1954 |                 |
| 3  | Trap Mates                      |                 | 5 ottobre 1954    |                 |
| 4  | The Traveling Room              |                 | 12 ottobre 1954   |                 |
| 5  | The Plot Against Miss Pomeroy   |                 | 19 ottobre 1954   |                 |
| 6  | So False and So Fair            |                 | 26 ottobre 1954   |                 |
| 7  | Never Five-Thirty               |                 | 2 novembre 1954   |                 |
| 8  | Step Lightly Please             |                 | 9 novembre 1954   |                 |
| 9  | The Duel                        |                 | 16 novembre 1954  |                 |
| 10 | Cubs of the Bear                |                 | 23 novembre 1954  |                 |
| 11 | Storm Signal                    |                 | 30 novembre 1954  |                 |
| 12 | Fish Widow                      |                 | 7 dicembre 1954   |                 |
| 13 | Rescue at Twelve Lakes          |                 | 14 dicembre 1954  |                 |
| 14 | Christmas Every Day             |                 | 21 dicembre 1954  |                 |
| 15 | Sauce for the Gander            |                 | 28 dicembre 1954  |                 |
| 16 | The Bewildered Bride            |                 | 4 gennaio 1955    |                 |
| 17 | The Big Jump                    |                 | 11 gennaio 1955   |                 |
| 18 | The Will to Survive             |                 | 18 gennaio 1955   |                 |
| 19 | Miss Jeremy and the Bran Serjin |                 | 25 gennaio 1955   |                 |
| 20 | The Westerner                   |                 | 1º febbraio 1955  |                 |
| 21 | Hazel Craine                    |                 | 8 febbraio 1955   |                 |
| 22 | The Engagement Ring             |                 | 15 febbraio 1955  |                 |
| 23 | The Haver Technique             |                 | 22 febbraio 1955  |                 |
| 24 | The Bitter Rival                |                 | 1º marzo 1955     |                 |
| 25 | Center Ring                     |                 | 8 marzo 1955      |                 |
| 26 | Take My Hand                    |                 | 15 marzo 1955     |                 |
| 27 | Sam                             |                 | 22 marzo 1955     |                 |
| 28 | Call from Robert Jest           |                 | 29 marzo 1955     |                 |
| 29 | Rescue                          |                 | 5 aprile 1955     |                 |
| 30 | The Stalking Horse              |                 | 12 aprile 1955    |                 |
| 31 | Rainy Night                     |                 | 19 aprile 1955    |                 |
| 32 | The Black Sheep's Daughter      |                 | 26 aprile 1955    |                 |
| 33 | Deadly Doubt                    |                 | 3 maggio 1955     |                 |
| 34 | The Last Day on Earth           |                 | 10 maggio 1955    |                 |
| 35 | One Kiss Too Many               |                 | 17 maggio 1955    |                 |
| 36 | Secret Message                  |                 | 24 maggio 1955    |                 |
| 37 | Any Time You Need Me            |                 | 31 maggio 1955    |                 |
| 38 | Killer Whale                    |                 | 7 giugno 1955     |                 |
| 39 | The Battle of Rabbit Run        |                 | 14 giugno 1955    |                 |